# L'Autel de la victoire
L'Autel de la victoire (en russe : Алтарь Победы) est un roman de l'écrivain symboliste russe Valéri Brioussov.
Il est publié en plusieurs épisodes dans la revue La Pensée russe, en 1911.
Roman historique, il se déroule dans la Rome antique au IVe siècle.